# Bartolo Longo
Bartolo Longo, född 10 februari 1841 i Latiano, Apulien, död 5 oktober 1926 i Pompeji, Kampanien, var en italiensk romersk-katolsk advokat och dominikatertiar. Han vördas som salig i Romersk-katolska kyrkan, med minnesdag den 5 oktober.

## Biografi
Bartolo Longo avlade juris doktorsexamen vid Neapels universitet år 1864. Efter att under en period ha avfallit från Kyrkans lära återfick han sin tro och avlade sina löften som tertiar i dominikanorden år 1871. Longo slogs av den svåra fattigdomen som var utbredd i området kring Pompeji och beslutade att uppföra en helgedom åt Vår Fru av Rosenkransen. Longo och hans hustru Mariana di Fusco (1836–1924) grundade flera välgörenhetsinrättningar för de fattiga. Longo grundade Den heliga Rosenkransens döttrar, som tog hand om och skötte föräldralösa barn

## Bilder
| - Salige Bartolo Longos grav i Santuario della Beata Vergine del Rosario di Pompei i Pompeji. |

### Webbkällor
- ”Beato Bartolo Longo, sposo, terziario domenicano, fondatore”. Santi e Beati. http://www.santiebeati.it/dettaglio/73100. Läst 30 december 2020.
- ”Blessed Bartholomew Longo” (på engelska). CatholicSaints.Info. https://catholicsaints.info/blessed-bartholomew-longo/. Läst 30 december 2020.